# 4898 Nishiizumi
4898 Nishiizumi је астероид са средњом удаљеношћу од Сунца која износи 1,953 астрономских јединица (АЈ).
Апсолутна магнитуда астероида је 13,9.